# Georg der Breite von Herberstein

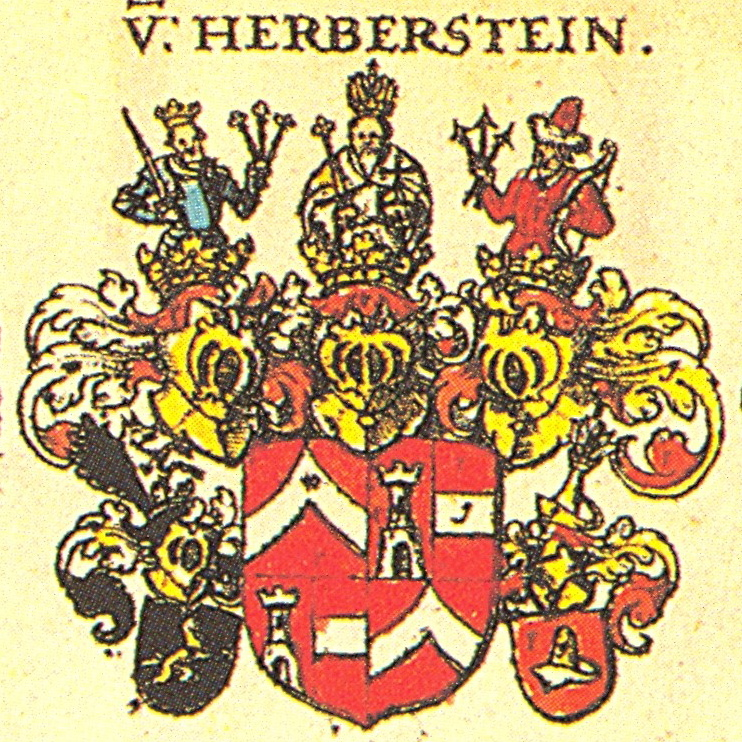
Das Wappen der Freiherren von Herberstein in Johann Siebmachers Wappenbuch 1605

Georg „der Breite“ von Herberstein, Reichsfreiherr zu Neuberg u. Gutenhag (* 28. Jänner 1529; † 1586) war ein österreichischer Adliger, der sich zum Luthertum bekannte, jedoch trotzdem das Vertrauen seines streng katholischen Landesherrn Erzherzog Karl II. von „Innerösterreich“ behielt, der ihn zum Regierungsrat und Kämmerer, 1570 zum Landesverweser und 1580 zum Landeshauptmann im Herzogtum Steiermark ernannte. Durch seine Söhne wurde er zum näheren Stammvater der blühenden steirischen und der 1729 erloschenen schlesischen Linie.

## Herkunft
Georg „der Breite“ von Herberstein stammte aus dem österreichischen, genauer gesagt steiermärkischen Adelsgeschlecht von Herberstein, und zwar aus der älteren Hauptlinie, die sich von Georg von Herberstein zu Schloss Herberstein († 1458) ableitet.
Sein Vater war Bernhardin I. von Herberstein Reichsfreiherr zu Neuberg und Gutenhag (* c. 1490; † 10. März 1554) auf Schloss Herberstein und Seibersdorf. Dieser war 1528 Oberst des steiermärkischen Kriegsvolkes und 1534 Landesverweser im Herzogtum Steiermark. Im Jahre 1537 wurde er zum Reichsfreiherren erhoben und in den Herrenstand von Österreich unter der Enns (entspricht etwa dem heutigen Bundesland Niederösterreich) aufgenommen. Seit 1542 durfte er sich „Freiherr zu Neuberg und Gutenhag“ nennen.
Seine Mutter war Katharina von Saurau (⚭ 3. Februar 1519; † 28. Februar 1570) aus dem Stamm derer von Saurau (Adelsgeschlecht) zählten, einem Uradel der Steiermark. Sie war eine Tochter des Georg von Saurau, Ritter auf Ligist (Politischer Bezirk Voitsberg, in der Steiermark) und Wolkenstein (Gemeinde Wörschach im Bezirk Liezen in der Steiermark) und der Margarethe von Rindschaid, einer Tochter des Dietmar von Rindscheid (Adelsgeschlecht) und der Rosina von Windisch-Graetz.

## Leben
Herberstein war der Zweitgeborene unter den acht Söhnen seines Vaters, hatte daher zunächst keine Aussicht, die Güter seiner Linie zu erben, folgte jedoch beim Tod seines Vaters im Jahre 1554 auf diesen im Besitz der Stammherrschaft Herberstein sowie in den anderen Ländereien, da sein älterer Bruder kinderlos verstorben war.

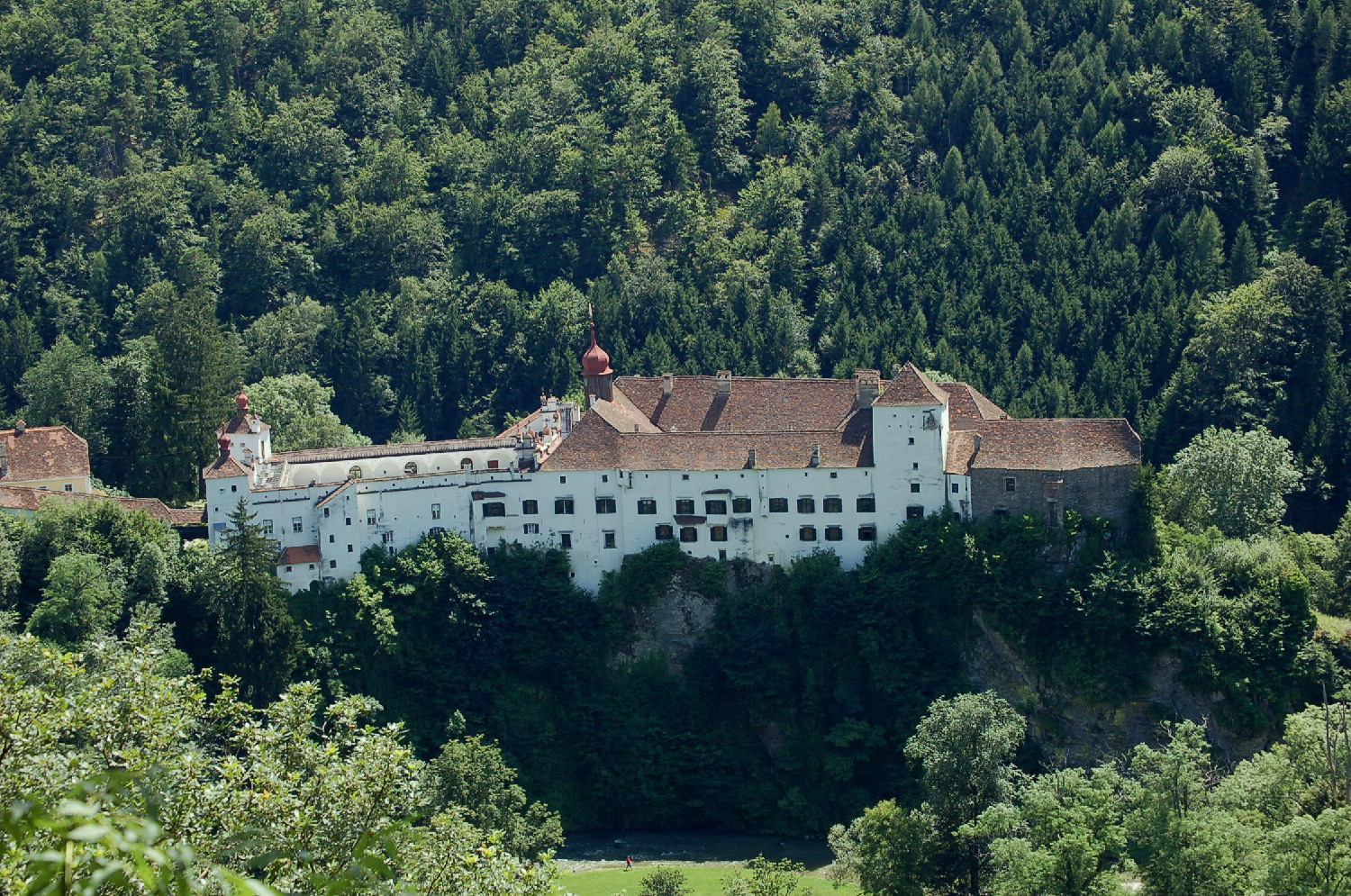
Schloss Herberstein (Juli 2006)
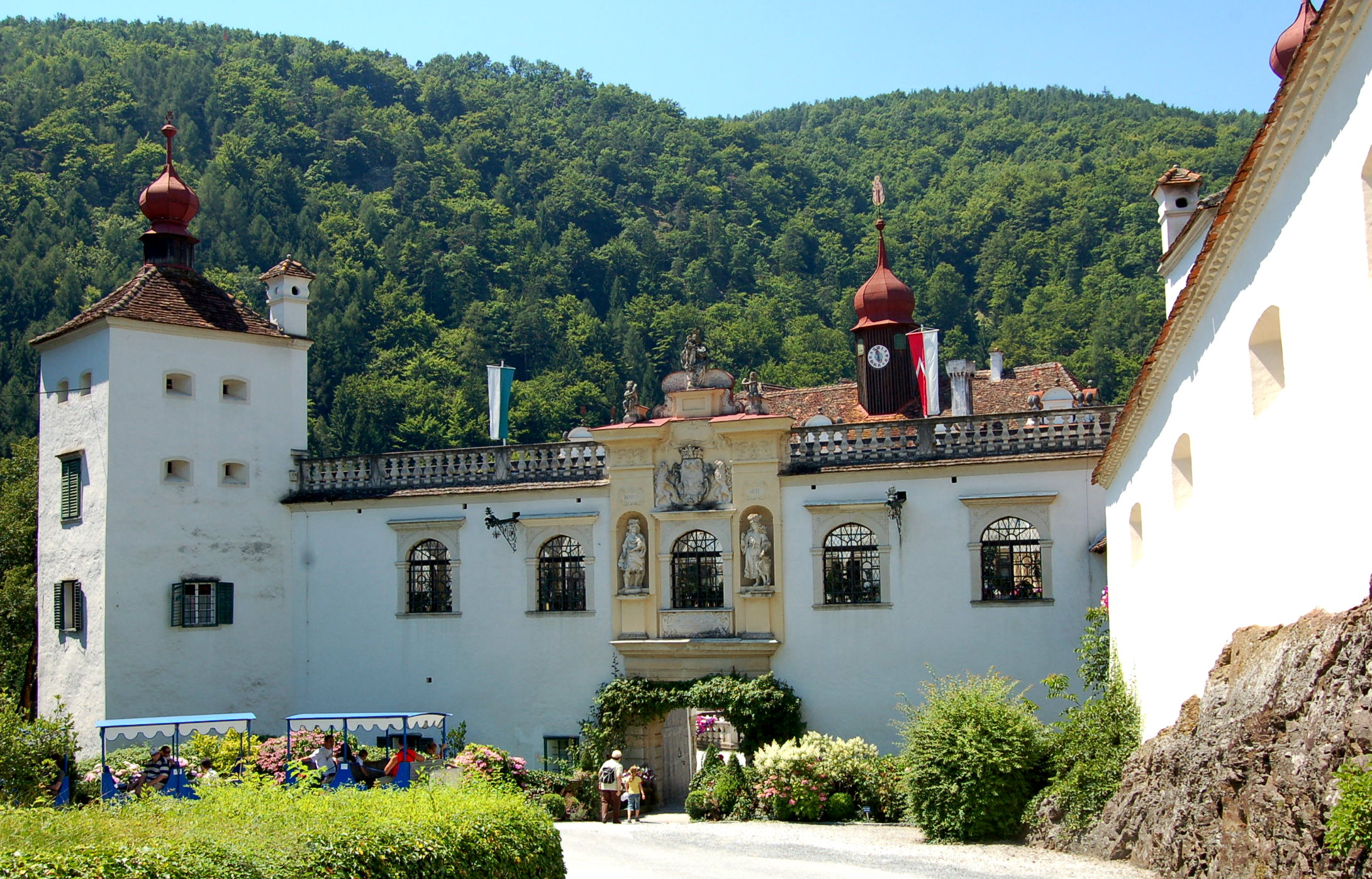
Eingang zum Schloss
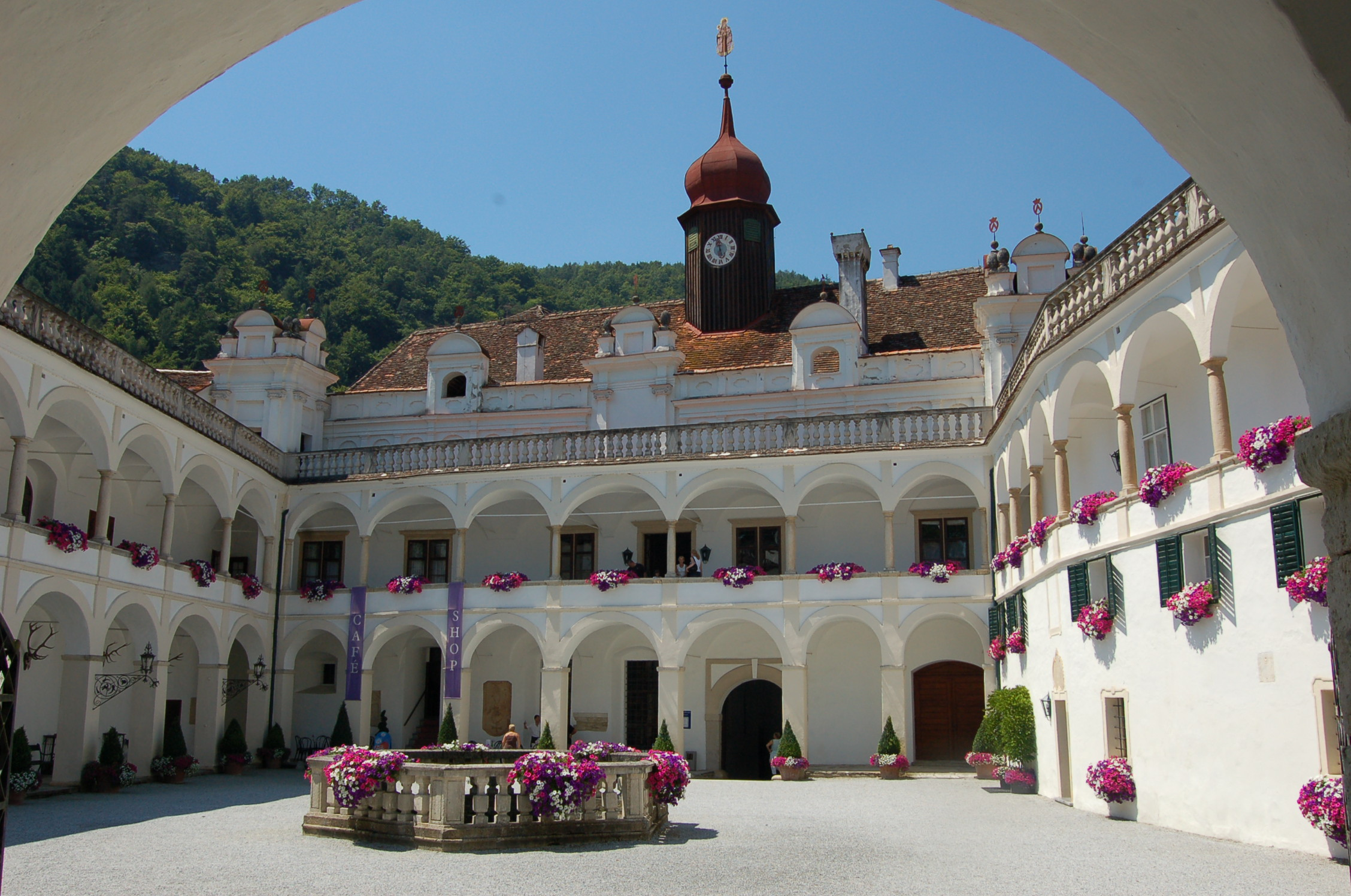
Schlosshof, Blick vom Eingang
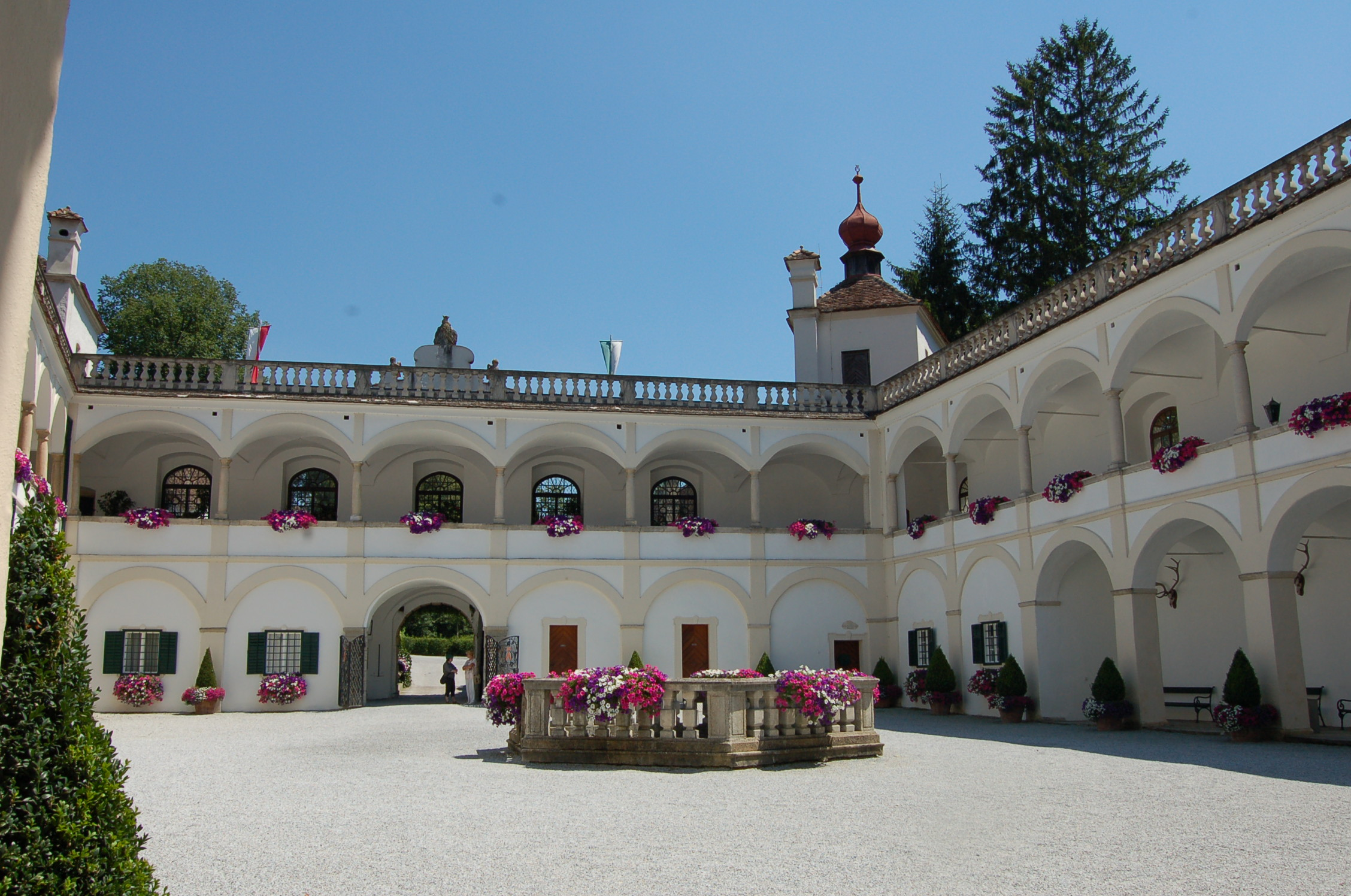
Schlosshof, Blick zum Eingang

Die Lehren der Reformation verbreiteten sich ab 1530 auch in der Steiermark und fand rasch weiten Anklang im Adel. Auch Herberstein bekannte sich zu den Lehren Martin Luthers, widmete die Kapelle in Schloss Herberstein dem reformierten Gottesdienst und ließ dort auch eine lutherische Schule einrichten.
Herberstein spielte auch in der ständischen Verwaltung eine aktive Rolle und vertrat dort die Interessen des Protestantismus. Bereits 1547 forderte der Landeshauptmann der Steiermark, Hans III. Ungnad von Weißenwolff Freiherr von Sonnegg (1493–1564) auf dem „geharnischten“ Reichstag zu Augsburg – vergeblich – freie Religionsausübung.
Herberstein wurde als aktiver Vertreter des Adels und der Reformation zum ständischen Verordneten gewählt und war in dieser Eigenschaft aktiv um die Sicherung der reformierten Religionsausübung bemüht, indem er u. a. 1572 an der Ausarbeitung de Grazer Religionsspezifikationen mitwirkte. Durch diese wurde der Landesherr, Erzherzog Karl von Österreich (* 3. Juni 1540 in Wien; † 10. Juli 1590 in Graz), der Regent der „Innerösterreich“ genannten Unterteilung der Erbländer des Hauses Österreich (die Herzogtümer Steier(mark), Kärnten, Krain und die Grafschaft Görz) zu erheblichen Zugeständnissen an die Anhänger der Reformation veranlasst. Aber erst 1575 bzw. definitiv 1578 auf den Landtagen zu Bruck an konnten die protestantischen Stände unter Mitwirkung Herbersteins die freie Religionsausübung erreichen.

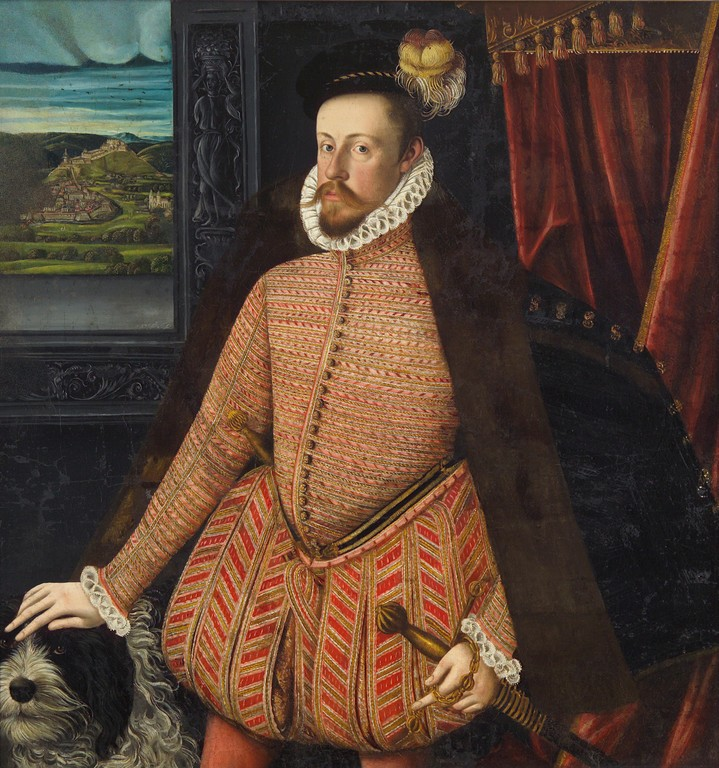
Erzherzog Karl II.

Trotz seinem Bekenntnis zum Luthertum konnte sich Herberstein die Gnade und das Wohlwollen seines seit 1564 in Innerösterreich regierenden Landesherren, Erzherzog Karl, bis zu seinem Tod bewahren.
Dies war keineswegs selbstverständlich, da Erzherzog Karl II. von Österreich – anders als sein Bruder Kaiser Maximilian II. – ein strenggläubiger Katholik und Förderer der Gegenreformation war, der den Orden der Jesuiten ins Land rief und ihm die Durchführung der Gegenreformation – insbesondere im Schulwesen – übertrug. So gründete er 1573 das Akademische Gymnasium in Graz als Jesuitenkolleg.
Erzherzog Karl II. machte Herberstein zum erzherzoglichen Kämmerer und Regierungsrat, ernannte ihn 1570 zum Landesverweser der Steiermark und beförderte ihn 1580 sogar zum Landeshauptmann des Herzogtums Steiermark.
Es gelang Herberstein auch, den Besitz seiner Familie durch den Erwerb der Herrschaft Reifenstein in der Obersteiermark zu vermehren.
Er starb im Jahre 1586.

## Ehe und Kinder
Herberstein heiratete am 30. Juni 1555 Barbara Schintel von Dromsdorf (1530-c. 1575), die aus dem schlesischen Herzogtum Schweidnitz-Jauer stammte. Sie war eine Tochter von Bernhard Schintel von Dromsdorf († 30. Jänner 1549) und der Katharina Černohorska von Boskovic (aus dem mährischen Uradelsgeschlecht der Herren Czernohorsky von Boskowitz († n. 1559)) (T. v. Jetrich Cernohorsky von Boskovic († 1514) und der Dorothea von Thun).
Kinder (Reihenfolge ungewiss): Georg „der Breite“ Freiherr von Herberstein hatte aus seiner Ehe zweiundzwanzig Kinder, von denen aber viele jung verstarben. Zu erwähnen wären (alle von Herberstein, Reichsfreiherren bzw. Reichsfreiin zu Neuberg und Gutenhag):
- Georg Bernhard von Herberstein, der älteste Sohn (⚭ Sophie von Wildenstein, (ohne Nachkommen)) stand in Kriegsdiensten und fiel 1596 im Kampf
- Bernhardin II. von Herberstein (* 1566; † 30. Juli 1624) war der nähere Stammvater der steirischen Linie, ⚭ 1.) Maria Constantia Fugger Freiin von Kirchberg und Weissenhorn (* 2. Juli 1568; † 22. März 1594, ⚭ 2.) Gräfin Margarita di Valmarana
- Georg Andreas von Herberstein, war der Stammvater der erloschenen schlesischen Linie, ⚭ 18. Mai 1586 Anna Sibylla Reichsfreiin von Lamberg († 28. Oktober 1621, Tochter von Sigismund Reichsfreiherr von Lamberg zu Ortenegg und Ottenstein (* 1536; † 1616/19) und der Siguna Eleonore Fugger Freiin von Kirchberg und Weissenhorn († 1576))
- Wolfgang Weikhard von Herberstein, Oberstwachtmeister bei der ungarischen leichten Reiterei, ⚭ Margarethe von Erdödy; er hinterließ aus seiner Ehe zwei Töchter, die jedoch unverheiratet blieben
- Otto Friedrich von Herberstein († 1598), war Ritter des Deutschen Ordens und Komtur zu Grätz am Lech (?); Militärkommandant zu Zengg, einer Grenzstadt der österreichischen Monarchie, die  geschützt durch die Festung Nehaj damals das Zentrum der Uskoken war, (heute die Stadt Senj, eine Stadt in Kroatien, in der Gespanschaft Lika-Senj); später wurde er kaiserlicher Rat und Oberstkämmerer von Kaiser Rudolf II (HRR)
- Karl von Herberstein, stand in kaiserlichen Kriegsdiensten und fiel 1596 im Kampf
- Johanna von Herberstein, ⚭ Johann von Pfeilberg
- Barbara von Herberstein (* 24. Juli 1569), ⚭ 1.) Peter Dlugomil von Bierau (Pyroffsky), ⚭ 2.) Adam Odersky von Liderzov
- Juliane Elisabeth von Herberstein (* 1557; † v. 1645), ⚭ Georg von Drahotusch